# Biron (Charente-Maritime)
Biron é uma comuna francesa na região administrativa da Nova Aquitânia, no departamento de Charente-Maritime. Estende-se por uma área de 8,71 km². Em 2010 a comuna tinha 235 habitantes (densidade: 27 hab./km²).